# Mandawa
 (juin 2024).
Si vous disposez d'ouvrages ou d'articles de référence ou si vous connaissez des sites web de qualité traitant du thème abordé ici, merci de compléter l'article en donnant les références utiles à sa vérifiabilité et en les liant à la section « Notes et références ».
Mandawa est une ville du district de Jhunjhunu au Rajasthan en Inde. Elle est située à 190 km au nord de Jaipur.
Selon le recensement de l'Inde de 2011, la ville compte une population de 23 335 habitants.

## Histoire
Le fort de Mandawa a été fondé au XVIIIe siècle par Thakur Nawal Singh, fils de Shardul Singh.

## Culture
La ville apparait dans plusieurs films de Bollywood :
Love aaj kal, Paheli, Jab we met, Manorama-6 feet under, Kachhe Dhaage, Bajrangi Bhaijaan, PK, Shudh Desi Romance, Sooper se Ooper, Dolly ki Doli, Zed Plus, Biyabaan, Mirziya (2016), Ae Dil-e-Mushkil & recently shot was Half Girlfriend.